# Skrzypne
Skrzypne est une localité polonaise de la gmina de Szaflary et du powiat de Nowy Targ en voïvodie de Petite-Pologne.